# Lampranthus littlewoodii
Lampranthus littlewoodii är en isörtsväxtart som beskrevs av L. Bol. Lampranthus littlewoodii ingår i släktet Lampranthus och familjen isörtsväxter. Inga underarter finns listade i Catalogue of Life.